# Assunção de Nossa Senhora (André Gonçalves)
Assunção de Nossa Senhora é um óleo sobre tela da autoria do pintor português André Gonçalves. Pintado em 1730.
A pintura pertence ao Palácio Nacional de Mafra de Mafra.